# 청두 솽류 국제공항
청두 솽류 국제공항(중국어: 成都双流国际机场, 병음: Chéngdū Shuāngliú Guójì Jīchǎng, IATA: CTU, ICAO: ZUUU)은 중화인민공화국 쓰촨성 청두시에 있는 공항이다. 중국에서 5번째, 세계에서 96번째로 이용객이 많은 공항이다. 중일전쟁과 제2차 세계 대전 때 군사 공항으로서 1938년에 개항하였다. 지금은 20개의 국제 노선과 많은 국내 노선이 이용하는 국제 민간 공항이다. 청두 시내와는 고속도로로 연결되며 곧 지하철로도 연결될 예정이다. 청두 시내로부터 남서쪽으로 16 km 떨어진 솽류 현 북쪽에 있다.

## 역사
공항은 이전에 솽구이시 공항의 이름, 1938년에 보조 군비 행장 제2차 청일 전쟁 나라 대전 중, 그때 면, 그것의 활주로 공간도 충분히 넓었다. 그 공화국은 5무한 질주 그룹의 중국 공군 폴리카브 I-15의 청두 지역의 일본 폭격기 공습에 대한 방공을 토대로 그것은 또한 현상이다. 우한에서 중경에 대한 새로운 임시 수도로서 전투 우한의 일본 제국 공격의 여파로 중국 수련회에 따르는 것. 민간인 대상 무차별적으로, 중국 공군 메이저 웡 선슈이와 중위 린 헝(유명한 건축가의 남동생 그리고 포트 린휘인)의 에이스 전투기 조종사 되기까지 폭격을 당했다.그들의I-15 전투기에서 날고 둘 다 솽류 공군 기지 근처의 시간, A6M"제로"(Reisen)전투기의 세계 최고의 전투기에 고전으로 인해 목숨을 잃었다. 청두의 143월 1941년으로 국방했다.
세계 대전 동안, 공항 솽류 비행장으로 그리고 후에 미국 육군 항공대이다. 14세 공군의 중국 방어적 캠페인의 한 부분으로 쓰였다 알려져 있었다. (1942년 – 1945년). 그것은 전투기 기지 33d 파이터 그룹은 공항에서 1944년에 중국 지상군을 지원하기 위해 P-47선더 볼트 폭격기가 날아갔고, 또한 정찰 부대에 의해로 사용되었다. 운영하는 P-38 라이트닝스가 위치한 일본군과 전폭기가 내 정보 제공 양사했다. 미국인들은 솽류 비행장에서 8월 1945년의 끝에 그들의 시설을 닫았다.
12월 12일 1956년에는, 솽구이시 공항이 공식적으로 민간 항공 공항으로, 청두 솽류 공항 이름을 기록했다. 민간 항공, 검토되었다. 1957년, 청두 민간 항공의 비행 솽류 공항에 광한 시 공항에서 넘어가게 되었다. 공항은 몇을 통해 갔다 쳉두에서 비행 과정 따라서 중국 내에서 베이징, 타이위안, 시안 충칭 쿤밍, 구이양, 난충, 포함한 다양한 도시로 문을 열었다. 1959년, 1967년, 1983년과 1991년 각각의 초기 확장.

### 현재
대규모 확장 비행 지역과 항행 구역에 1994년부터 2001년까지 실시되었다. 활주로 등급 4E률을 기록하며 3,600미터(11,811피트)에, 보잉 747-400 등 규모가 큰 점보 제트기에 대한 허용 확대되었다. 새로 건설된 단말기 건물은 쓰리 페럴렐 포어치 디자인과 함께 종전에 터미널 건물, 3,500명의 승객들의 출퇴근 시간에 시간당 용량을 수용하는 통합되었다. 오직 쓰촨성, 충칭 내에 지역적 비행 편에 대해 지정했다.
50개 이상 국제 행선지에 170명 국내 공항에 항공 편과 그 공항은 현재 국제적인 민간 비행장 청두 등 항공과, 에어 중국과 쓰촨에 대한 중심지이다. 항공사들은 시내에서 쳉두에 공항 고속 도로와 청두 - 몐양/어메이산 한 고속 철도로 연결되어 있다.
2번째 활주로의 건설은 2008년 말에서, 서비스 2009년 12월 시작되기 시작했다. 이번에 완성된 새로운 활주로 길이가 3600미터(11,811피트)과 60미터(197피트)폭, 4E에서 4층에, 에어버스 A380다. 새로운 대처 능력을 이전 비행 공역 등급을 상향 조정했다. 터미널 2는 2009년 6월, 재판 작전 2012년 7월 28일 제한된 항공사들과 공식적으로 8월 9일 2012년에 모든 국내 항공사보다 상대방을 위해 개통했다 건설이 시작되었다.쓰촨 항공. t1및 국제 국내 날개를로 그리고 항공사에서 중국과 외부에서 모든 국제선을 유지하고 있다. 현재 T1의 새 터미널의 두배 크기, 그리고 공항은 연간 최대 50만명의 승객을 처리할 수 있다.
전부터 2014년까지, 공항이 미국에 없는 직항이 있었다. 승객들은 청두에서 미국으로 여행 베이징(수도) 및 또는 상하이/푸둥에 연결하는 것과 2개 이상의 정지 많은 미국 도시로 여행을 할 수 있었다. 연합 항공 청두에 샌 프란시스코에서 직행으로 가는 도우미를 운영하며, 보잉 787-8과 함께 시작했다 서비스에 청두에서 이 단점은 2014년 6월 9일에 시작하면서, 해결되었다.
2021년 6월 27일 청두 톈푸 국제공항이 개항한 후에도 국제선을 운영하고 있다가, 2023년 3월 26일에 국제선을 톈푸 신공항으로 이관하여 국내선 전용 공항으로 전환됐다. 다만 판다 반환 협정에 따라 2024년 4월 3일 푸바오가 청두로 들어왔을 때 인천국제공항에서 출발한 쓰촨 항공의 차터 화물편은 톈푸 신공항 대신 기존 솽류 공항으로 입항했다.

## 운항 노선

### 터미널 1(국제선) **현재 청두 솽류 국제공항은 국제선 전면 운항을 중단했다**
| 항공사             | 도착지 |
| ------------------ | --- |
| 중국국제항공       | 도쿄(나리타), 런던(히스로), 벵갈로르, 서울(인천), 시드니, 싱가포르, 양곤, 오사카(간사이), 카라치, 콜롬보, 카트만두, 타이페이(도원), 파리(샤를 드 골), 프랑크푸르트, 푸껫, 홍콩(첵랍콕) |
| 중국동방항공       | 나고야(주부), 방콕(수완나품), 로스앤젤레스, 푸껫, 오사카(간사이), 제주, 칼리보, 푸껫 |
| 쓰촨 항공          | 끄라비, 나트랑, 도쿄(나리타), 두바이, 로마(피우미치노), 말레, 멜버른, 모스크바(셰레메티예보), 방콕(수완나품), 로스앤젤레스, 삿포로(치토세), 상트페테르부르크, 서울(인천), 싱가포르, 오사카(간사이), 이스탄불(아르나부코이), 카이로, 카트만두, 코펜하겐, 타이페이(쑹산), 텔아비브(벤구리온), 밴쿠버, 프라하, 푸껫, 취리히, 치앙라이, 치앙마이, 하노이, 호치민, 홍콩(첵랍콕), 헬싱키 |
| 럭키 에어          | 방콕(수완나품), 시아누크빌 |
| 베이징 캐피탈 항공 | 마드리드 |
| 춘추항공           | 끄라비, 수랏타니, 푸껫, 프놈펜 |
| 하이난 항공        | 로스앤젤레스, 시카고(오헤어), 뉴욕(케네디) |
| 아시아나항공       | 서울(인천) (2023년04월 부터 청두 톈푸 국제공항 으로 이전) |
| 에어부산           | 서울(인천) (비운항) |
| 이스타항공         | 제주 (비운항) |
| 전일본공수         | 도쿄(나리타) |
| 마카오 항공        | 마카오 |
| 캐세이퍼시픽 항공  | 홍콩(첵랍콕) |
| 홍콩 항공          | 홍콩(첵랍콕) |
| 중화항공           | 타이페이(도원) |
| 에바 항공          | 타이페이(도원) |
| 베트남 항공        | 하노이, 다낭, 나트랑 |
| 필리핀 항공        | 세부, 칼리보 |
| 타이 항공          | 방콕(수완나품) |
| 타이 에어아시아    | 방콕(돈므앙), 파타야(우타파오) |
| 타이 라이언 에어   | 방콕(돈므앙), 치앙마이, 푸껫 |
| JC 국제항공        | 프놈펜 |
| 란메이 항공        | 시엠레아프 |
| 스카이 앙코르 항공 | 시엠레아프, 시아누크빌 |
| 인디고 항공        | 델리 |
| 실크 에어          | 싱가포르 |
| 말린도 항공        | 랑카위, 쿠알라룸푸르, 코타키나발루 |
| 에어아시아 X       | 쿠알라룸푸르 |
| 미얀마 국제항공    | 양곤 |
| 에티하드 항공      | 아부다비 |
| 에티오피아 항공    | 아디스아바바 |
| 카타르 항공        | 도하 |
| KLM                | 암스테르담 |
| 유나이티드 항공    | 샌프란시스코 |

### 터미널 2(국내선)
| 항공사                 | 도착지 |
| ---------------------- | --- |
| GX 항공                | 난닝 |
| 럭키 에어              | 닝량, 라싸, 란창, 리장, 시솽반나, 우루무치, 자오통, 정저우, 쿤밍, 하이커우, 후허하오터 |
| 루이리 항공            | 쿤밍, 친황다오, 칭양, 하얼빈 |
| 룽에어                 | 다롄, 만달레이, 엔시, 옌안, 원저우, 카일리, 한단, 항저우 |
| 둥하이 항공            | 난퉁 |
| 베이징 캐피탈 항공     | 광저우, 싼야, 샹양, 지난, 칭다오, 항저우 |
| 에어 트레빌            | 쿤밍 |
| 오케이 항공            | 톈진, 창사 |
| 장시 항공              | 난창 |
| 준야오 항공            | 난징, 상하이(훙차오), 치저우 |
| 중국국제항공           | 광저우, 구이린, 구이양, 난징, 난창, 닝보, 다리, 라싸, 다오청, 둥잉, 리장, 린즈, 바중, 베이징(다싱, 캐피탈), 상하이(푸둥, 훙차오), 샤먼, 선양, 선전, 스허쯔, 시닝, 시창, 원저우, 우루무치, 우한, 이닝, 이우, 인촨, 잔장, 장자제, 정저우, 지에양, 지난, 카라메이, 카스, 쿠얼러, 쿤밍, 타이위안, 톈진, 창두, 창사, 창저우, 창춘, 칭다오, 판즈화, 하미, 항저우, 하얼빈, 후이저우, 후허하오터, 훙위안                                                               |
| 럭키 에어              | 란캉, 라싸, 리장, 하이커우, 항저우. 허페이, 호탄, 후이저우, 후허하오터, 훙위안 |
| 산둥 항공              | 구이린, 샤먼, 지난, 징더전, 칭다오 |
| 상하이 항공            | 상하이(훙차오), 상하이(푸둥) - (2019년 12월 31일 신규취항) |
| 샤먼 항공              | 샤먼, 취안저우, 푸저우, 항저우 |
| 쓰촨 항공              | 간난, 간저우, 광저우, 구이린, 구이양, 다롄, 난징, 난퉁, 난창, 닝보, 다저우, 다퉁, 둔황, 라싸, 란저우, 룽완, 리자오, 리장, 린즈, 베이하이, 베이징(수도), 상하이(푸둥), 샤먼, 선양, 선전, 스좌좡, 쑤저우, 시솽반나, 시안, 안산, 우루무치, 우시, 원산, 이창, 이춘, 인촨, 잉커우, 오르도스, 자위관, 정저우, 주자이거우, 지난, 카스, 캉딩, 쿤밍, 톈진, 창춘, 창사, 창저우, 칭다오, 취안저우, 판즈화, 푸양, 푸얼, 푸저우, 하이커우, 한단, 항저우, 후허하오터, 허페이 |
| 중국남방항공           | 광저우, 다롄, 다칭, 라싸, 란저우, 린이, 베이징(수도), 상하이(훙차오), 선양, 선전, 시안, 우루무치, 정저우, 지에양, 창춘, 창사, 첸장, 하얼빈, 호탄 |
| 중국동방항공           | 광저우, 난징, 난창, 닝보, 다리, 다칭, 라싸, 류저우, 망시, 바오산, 베이징(수도), 상하이(푸둥, 훙차오), 선양, 선전, 신양, 신저우, 우슈, 우시, 우한, 위린, 이창, 인촨, 잔장, 지에양, 진저우, 쿤밍, 타이위안, 타이저우, 텅충, 창더, 창저우, 창춘, 칭다오, 항저우, 화이한, 황산 허페이 |
| 우루무치 항공          | 우루무치 |
| 차이나 유나이티드 항공 | 베이징(다싱), 스좌장, 오르도스 |
| 차이나 익스프레스 항공 | 구이양, 류저우, 만저우리, 비제, 싱이, 쿠얼러, 충칭, 후허하오터 |
| 컬러풀 구이저우 항공   | 구이양, 루판수이 |
| 쿤밍 항공              | 쿤밍, 창사 |
| 톈진 항공              | 톈진 |
| 티벳 항공              | 닝랑, 닝치, 다리, 다칭, 란저우, 르카쩌, 리장, 상하이(훙차오), 싼야, 샤먼, 선전, 시안, 카가얀, 캄도, 톈진, 창사, 하얼빈 |
| 청두 항공              | 광저우, 구이양, 난징, 난닝, 다롄, 롄윈강, 리장, 리펀, 바오터우, 베이하이, 상라오, 상하이(푸둥, 훙차오), 웨이하이, 예양, 옌청, 우란하오터, 장계, 저우산, 주허이, 준이(마오탈), 지난, 지닝, 지창, 징강산, 쿤밍, 타이위안, 타이저우, 톈진, 창춘, 창사, 치펑, 취안저우, 취저우, 푸저우, 하얼빈, 하이라얼, 헝양, 후허하오터 |
| 춘추항공               | 상하이(훙차오), 스좌장 |
| 칭다오 항공            | 뤄양, 칭다오 |
| 하이난 항공            | 광저우, 베이징(수도), 싼야, 선전, 우루무치, 하이커우 |

### 화물 노선
| 항공사               | 도착지                                                                      |
| -------------------- | --------------------------------------------------------------------------- |
| 중국국제항공 카고    | 상하이(푸둥)                                                                |
| 중국우편항공         | 난징                                                                        |
| 둥하이 항공          | 선전, 홍콩(첵랍콕)                                                          |
| 양쯔강 익스프레스    | 룩셈부르크 시티, 상하이(푸둥), 선전, 파리(샤를 드 골), 프라하, 홍콩(첵랍콕) |
| SF 항공              | 선전                                                                        |
| 대한항공 카고        | 서울(인천)                                                                  |
| 케세이퍼시픽 카고    | 상하이(푸둥), 홍콩                                                          |
| 에어브리지 카고 에어 | 정저우                                                                      |
| 페덱스 익스프레스    | 광저우, 간디, 앵커리지                                                      |
| UPS 항공             | 바르샤바, 상하이(푸둥), 서울(인천), 알마티, 쾰른(본)                        |

## 사진

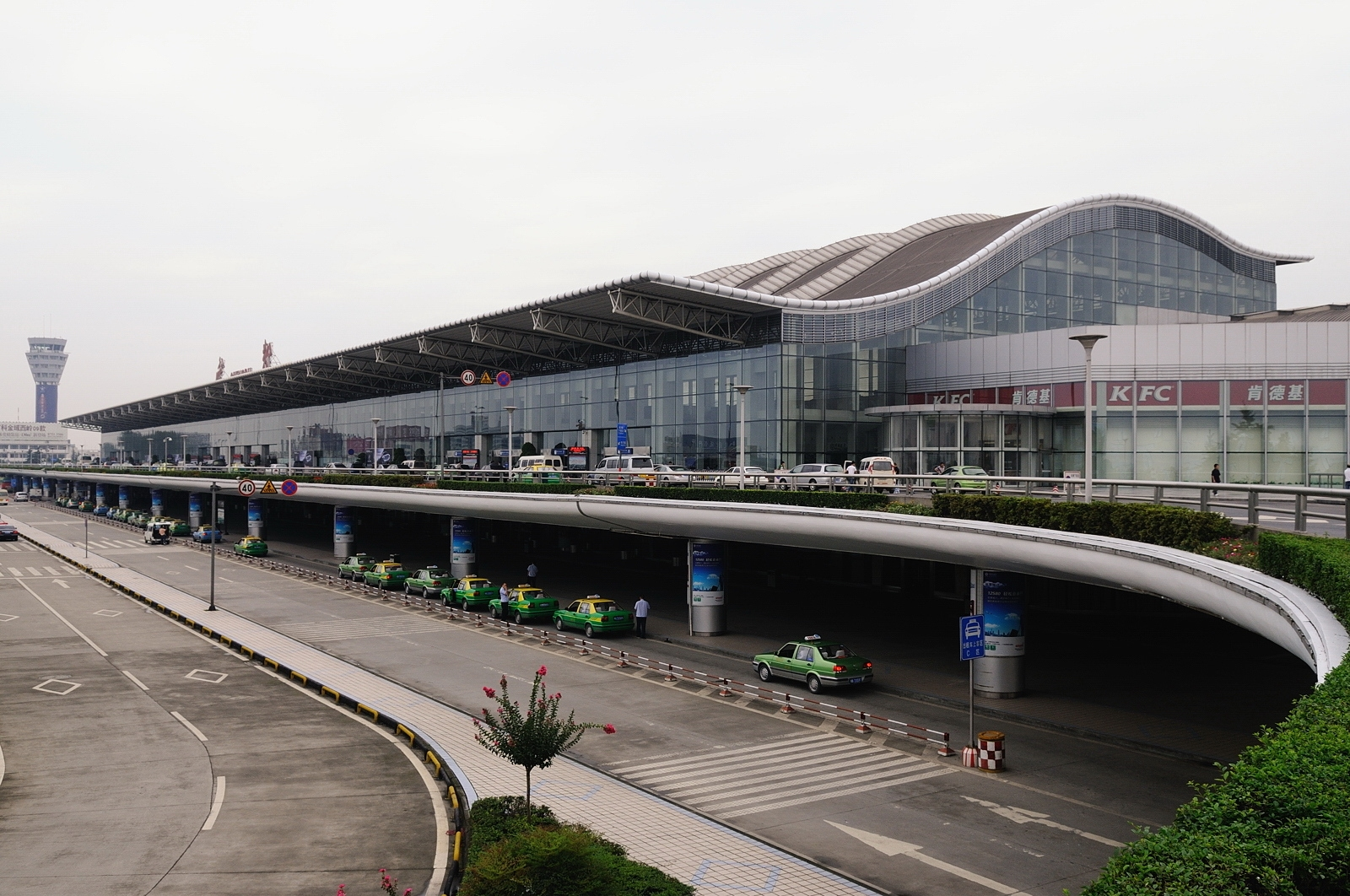
1 터미널
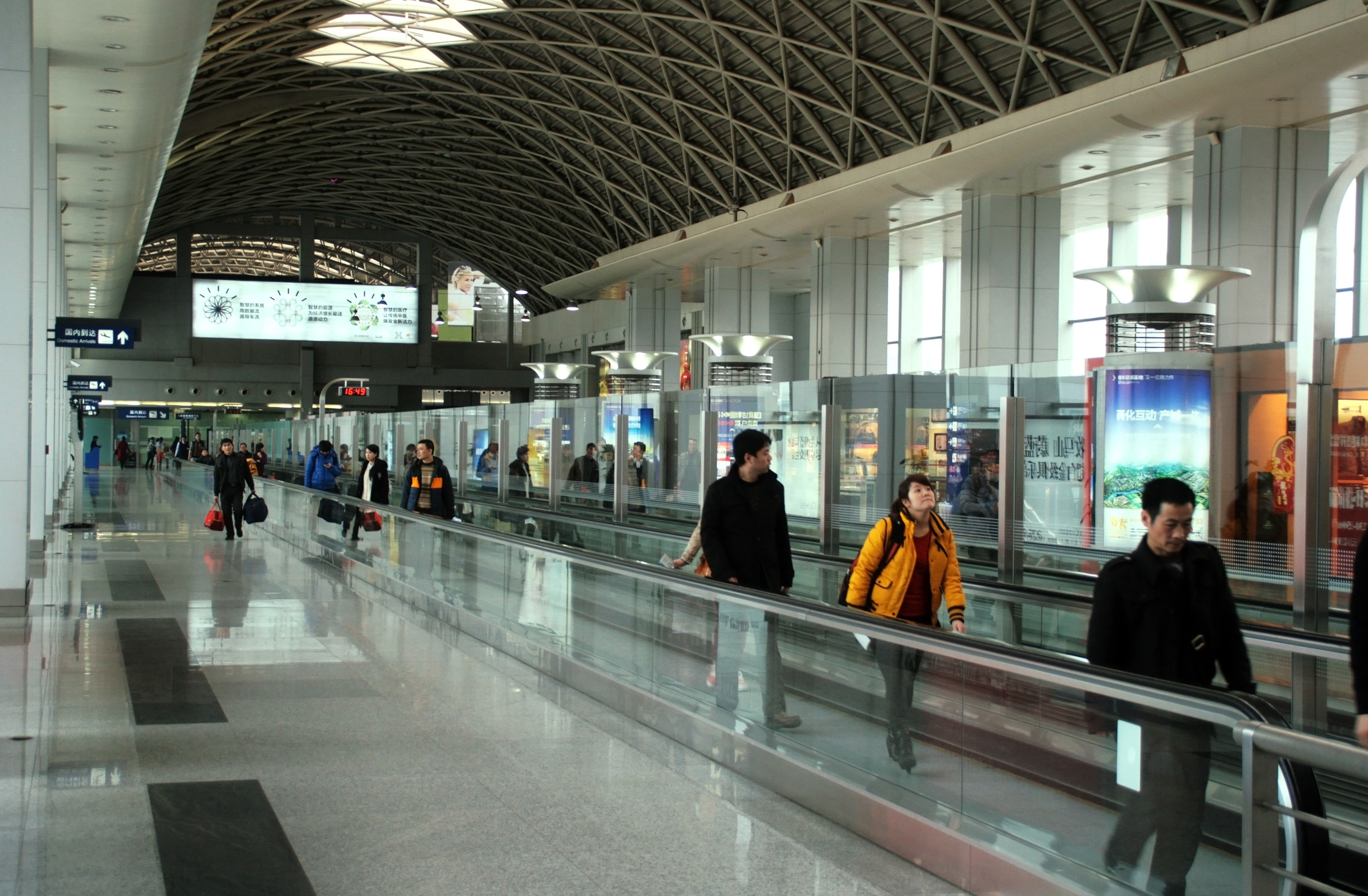
2 터미널
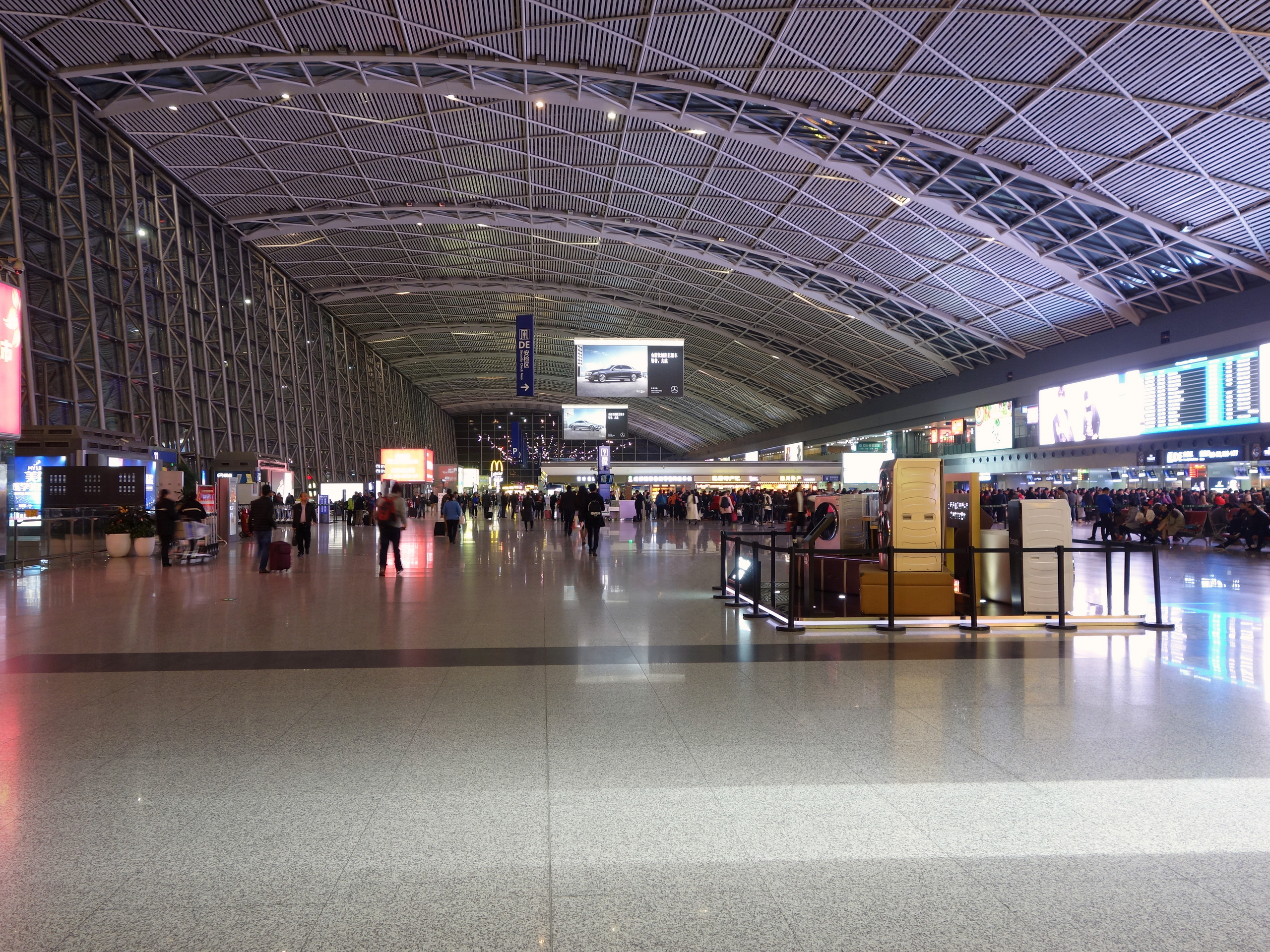
2 터미널
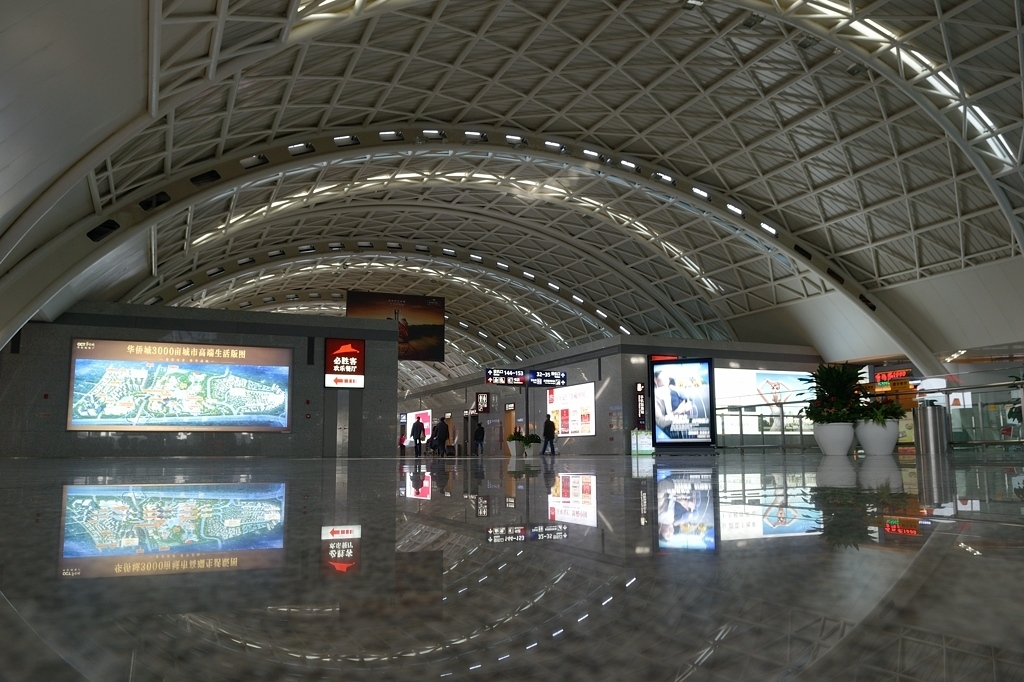
2 터미널

## 교통

### 공항버스
- 공항버스 1번 : 청두 솽류 국제공항 - 시티 센터(민샨 호텔, 런민 도로 남부의 제2 - 지하철 역의 진장호텔)
- 공항버스 2번 : 청두 솽류 국제공항 - 청두 기차역(북역)
- 공항버스 3번 : 청두 솽류 국제공항 - 청두 동 기차역
- 공항버스 4번 : 청두 솽류 국제공항 센츄리 시티(청두 국제 전시 센터)

### 택시
청두 국제공항에서 청두 시내까지는 약 259만원의 경비가 소요된다.

### 하이 스피드 열차
승객들은 솽류 공항 철도 역에서(터미널 2의 -1F)청두 South(남)철도 역이고, 청두 East(동)철도 역, 단일 티켓 ¥11에 대해 있는 CRH의 기차를 탈 수 있다. 게다가, 솽류 공항 역에서 CRH 열차는 또한 몐양 철도 역, 더양 시 철도 역, 메이 산 시 East(동)철도 역, 러산 시 철도역과 어메이 산을 향하고 있다.

### 지하철
청두 지하철 10호선이 운행중인데, 이 노선은 청두 국제 공항과 경부선 3호선(지하철 7호선)을 연결한다. 현재는 청두 지하철 19호선 까지 연결되어, 청두 톈푸 국제공항까지 환승 없이 지하철 만으로 청두 톈푸 국제공항까지 이동할 수 있다. 19호선은 신 공항 뿐만 아니라 청두의 다른 곳 까지 연결되어 있다.

## 같이 보기
- 중화인민공화국의 공항 목록